# Leucinodes
Leucinodes là một chi bướm đêm thuộc họ Crambidae. They are occasionally imported by accident from African and Asian countries and pose medium threats to Solanaceae crops.

## Các loài

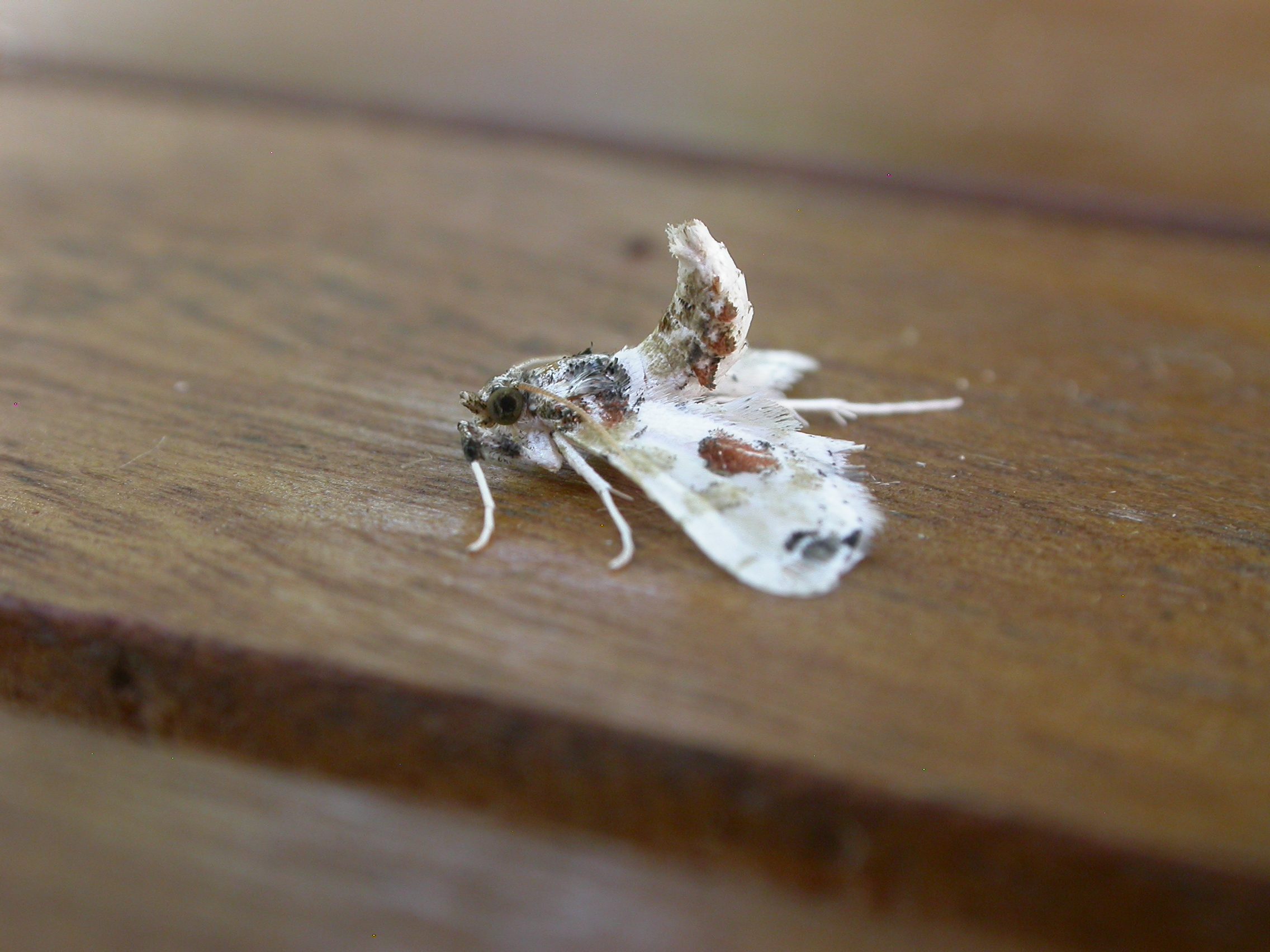
Leucinodes orbonalis, imago

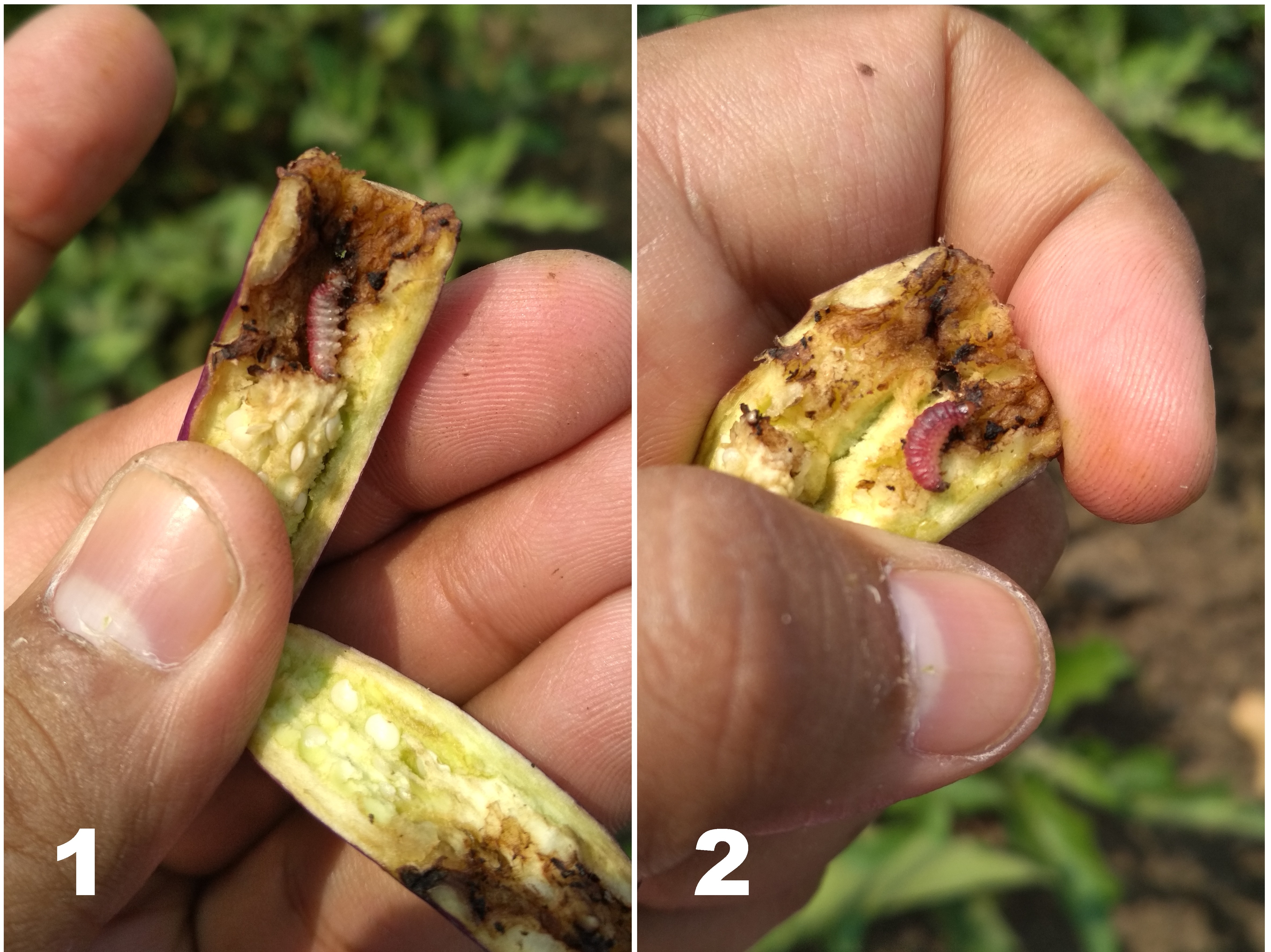
Leucinodes orbonalis, caterpillar feeding in an eggplant fruit

- Leucinodes africensis Mally et al., 2015
- Leucinodes bilinealis Snellen, 1899
- Leucinodes cordalis (Doubleday, 1843)
- Leucinodes diaphana (Hampson, 1891)
- Leucinodes erosialis Pagenstecher, 1884
- Leucinodes ethiopica Mally et al., 2015
- Leucinodes grisealis (Kenrick, 1912)
- Leucinodes kenyensis Mally et al., 2015
- Leucinodes labefactalis Swinhoe, 1904
- Leucinodes laisalis (Walker, 1859)
- Leucinodes malawiensis Mally et al., 2015
- Leucinodes melanopalis Guenée, 1854
- Leucinodes orbonalis Guenée, 1854
- Leucinodes perlucidalis Caradja in Caradja & Meyrick, 1933
- Leucinodes pseudorbonalis Mally et al., 2015
- Leucinodes raondry (Viette, 1981)
- Leucinodes rimavallis Mally et al., 2015
- Leucinodes sigulalis Guenée, 1854
- Leucinodes ugandensis Mally et al., 2015
- Leucinodes unilinealis Snellen, 1899

Các loài trước đây
- Leucinodes apicalis Hampson, 1896, currently placed in Analyta
- Leucinodes aureomarginalis Gaede, 1916, currently placed in Lygropia
- Leucinodes hemichionalis (Mabille, 1900), currently placed in Syllepte
- Leucinodes translucidalis Gaede, 1917, now considered a synonym of Leucinodes laisalis
- Leucinodes vagans (Tutt, 1890), currently placed in Syllepte

## Taxonomy
Hyperanalyta Strand, 1918 was formerly treated as a synonym of Leucinodes, but was found to be a synonym of Analyta Lederer, 1863.